# جسر باتون
جسر باتون (بالأوكرانية: Міст Патона) هو أحد الجسور التي تعبر نهر دنيبر في كييف بأوكرانيا، وقد سمي على اسم مهندسه يفغيني باتون. بُني بين عامي 1941 و1953، وهو أحد أول الجسور الملحومة بالكامل في العالم وهو أيضاً أطول جسر في كييف حيث يبلغ طوله 1543 م (5062 ق). افتُتح الجسر أمام حركة المرور في 5 نوفمبر 1953. ويعمل الجسر أيضاً كجزء من الطريق الدائري الأصغر في كييف.

## بنائه
لعب المهندس يفغيني باتون دوراً مباشراً في تصميم الجسر وبنائه. لقد توصل في الأصل إلى فكرة ثورية مبتكر، حتى على المستوى العالمي، تتمثل في لحام الهيكل بالكامل بدلاً من استخدام التصميم التقليدي المثبت. افتُتح أول جسر طريق من نوعه في العالم، وهو جسر مورزيس [الإنجليزية]، فقط في 1928، ومنذ ذلك الحين أصبحت الفكرة جديدة نسبياً في الهندسة المدنية، حيث انتهت بضع عشرات فقط من الإنشاءات قبل اندلاع الحرب العالمية الثانية. وحث باتون المصممين على أن مثل هذا النهج سيحسن كثيراً من جودة الهيكل، ولكن في البداية، لم تجد فكرته أي دعم بين المحترفين. في النهاية، حظيت فكرته الخاصة باللحام الشامل بالدعم، عندما حصل على الضوء الأخضر للبدء في بناء الجسر من قبل رئيس الحزب الشيوعي الأوكراني، نيكيتا خروتشوف، الذي أشرف شخصياً على العملية برمتها. بدأ بناء الجسر الأول في أوائل يونيو 1941 ولكن توقف بسبب الحرب الوطنية العظمى. بعد إعادة احتلال كييف من قبل الجيش الأحمر في 6 نوفمبر 1943، خضع بناء الجسر إلى البداية عملياً من نقطة الصفر حيث قامت القوات الألمانية المنسحبة بتفجير جميع الأجزاء الموجودة من الجسر غير المكتمل. ومع ذلك، انتهى بناء الجسر في الوقت المناسب تماماً للذكرى العاشرة لتحرير كييف وافتُتح رسمياً في 5 نوفمبر 1953. عند الانتهاء، كان الجسر يتكون من 264 قطعة متطابقة يبلغ طولها 29 م (95 ق). يبلغ طول كل منها، متماسكة معاً عبر طبقات ملحومة يبلغ مجموعها 10,668 م (35,000 ق). يقدر الوزن الإجمالي للهيكل بأكمله بأكثر من 10,000 طن (9,800 طن طويل؛ 11,000 طن قصير). كما مكّن تركيب مسارات الترام على الجسر الركاب من التنقل بين الضفة اليسرى والضفة اليمنى في كييف عبر الترام، مما أدى إلى تخفيف الضغط عن الحافلات.

## تاريخه

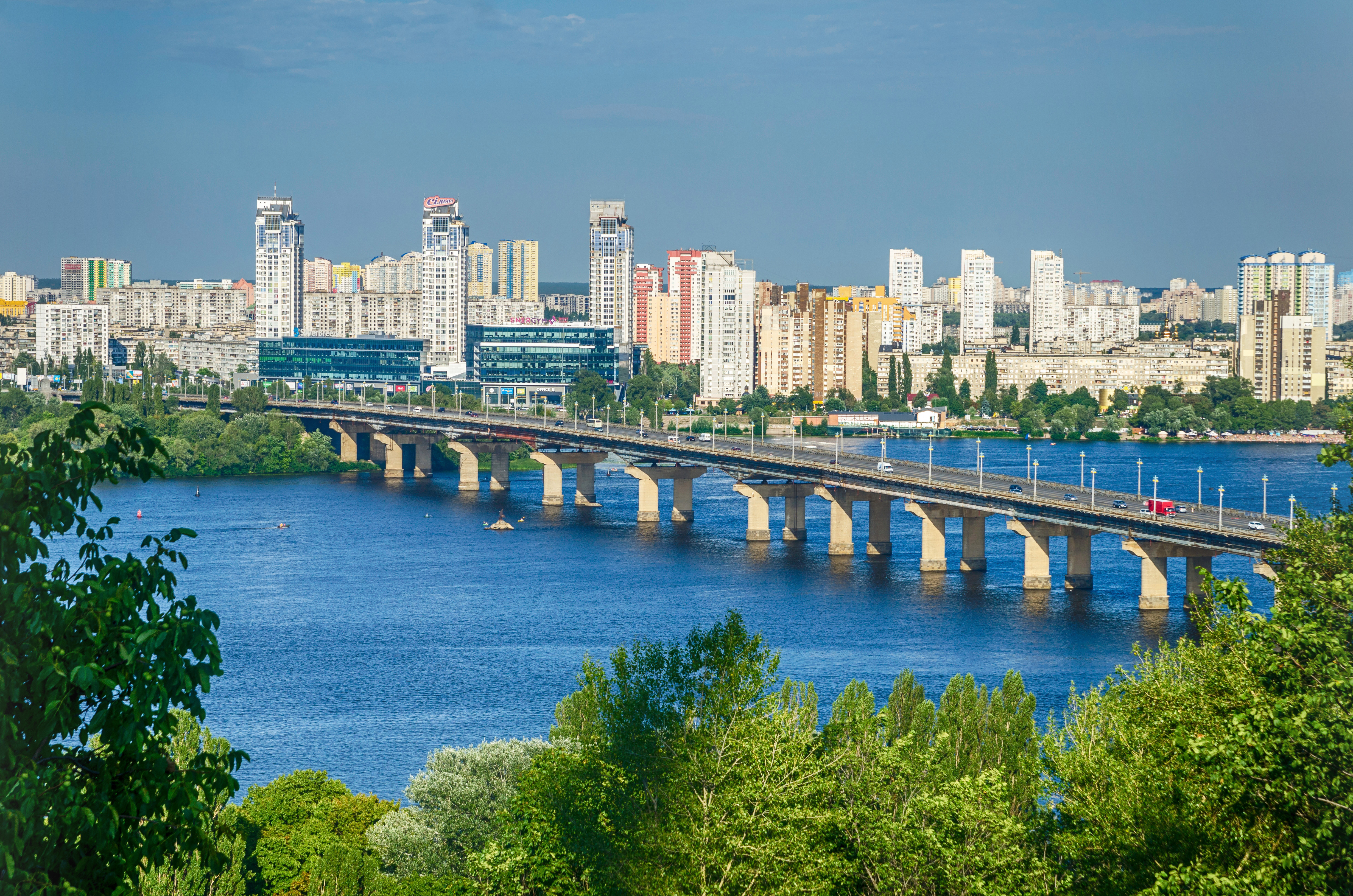
منظر لجسر باتون وأحياء الضفة اليسرى للمدينة.

لم يشهد الجسر أي إضافات أو تغييرات كبيرة حتى 1968، منذ الافتتاح الناجح له في 1953. وفي وقت ما خلال 1968، تم تركيب حاجزين للفصل بين حركة المشاة والسيارات. لم يُستخدم هذا النهج الخاص من قبل في الاتحاد السوفيتي بأكمله في ذلك الوقت. وفي 1976، أُجري اختبار القوة لمعرفة مقدار الضغط الذي يمكن أن يتحمله الجسر. في الأصل، صُمم الجسر للتعامل مع 10,000 مركبة يومياً. إلا أن نتائج الاختبار كشفت أن الجسر يمكنه الصمود أمام ما يقدر بنحو 70 ألف مركبة يومياً. في 1995، صنفت جمعية اللحام الأمريكية الجسر باعتباره الهيكل الأكثر تميزاً والملحوم بالكامل. خضع الجسر لعملية تجديد كبيرة في 2004. وفي 9 يونيو من ذلك العام، وتحسباً لها، توقفت حركة الترام على الجسر حيث أُزيلت مسارات الترام لصالح إضافة ممرات إضافية للمساعدة في تخفيف الاختناقات التي كانت تشل الجسر والمناطق المجاورة له خلال ساعات الذروة. قُسم الجسر إلى سبعة ممرات. مع استخدام ثلاثة مسارات في كلا الاتجاهين، بالإضافة إلى مسار واحد قابل للانعكاس في المنتصف. كما أدى إضافة المسار العكسي إلى زيادة الحوادث المرورية، وخاصة الاصطدامات الأمامية. اعتباراً من 1 فبراير 2008، وبناءً على مبادرة إدارة خدمات المرور، جُهز الجسر بإضاءة إضافية. كذلك خضع الجسر لبعض الإصلاحات الرئيسية في صيف 2009 و2010.

## التطويرات المستقبلية
وفقاً للخبراء، لا يعكس الوضع الحالي للجسر متطلبات التصميم الحديثة ويحتاج إلى إصلاح شامل بما في ذلك القناطر، والعزل المائي، والطبقات الملحومة، وأعمدة الإضاءة، والدرابزين، والأساس نفسه أيضاً. كما سيؤدي التوسع إلى أربعة مسارات في كل اتجاه على حساب المسار العكسي إلى زيادة متوسط حركة المرور اليومية بنسبة 60% تقريباً. بالإضافة إلى ذلك، فإن مفهوم استخدام مقسم خرساني، مشابه لجدار أونتاريو الطويل، كما هو مستخدم في جسر موسكوفسكي [الإنجليزية] منذ 2007، من شأنه أن يقلل بحد كبير من حوادث المرور، وخاصة الاصطدامات المباشرة. اعتباراً من نوفمبر 2010، كانمن المقدر أن يكلف هذا الإصلاح الرئيسي التالي المدينة ما يقدر بـ 714.000.000 ين ياباني. وكان من المقرر أن تبدأ عملية إعادة الإعمار في 2011 وقُدر أن تستمر لمدة تصل إلى 27 شهراً. وفي 2012 جرى إصلاح أرصفة الجسر وفواصل التمدد واستبدال السياج الحاجز وتعزيز أعمدة الإنارة، لكن تنفيذ إعادة الإعمار لم يتم الكامل ومن المتوقع أن يخضع الجسر لخطة إصلاح كبيرة أيضاً في 2025.